# I Mobster
I Mobster is een Amerikaanse misdaadfilm uit 1958 onder regie van Roger Corman.

## Verhaal
De immigrant Joe Sante wil opklimmen in de wereld van de misdaad. Zijn vader en moeder keuren die levenskeuze af. Hij moet zijn imperium dus buiten weten van zijn ouders opbouwen.

## Rolverdeling
| Acteur         | Personage             |
| -------------- | --------------------- |
| Steve Cochran  | Joe Sante             |
| Lita Milan     | Teresa Porter         |
| Robert Strauss | Frankie Udino         |
| Celia Lovsky   | Mevrouw Sante         |
| Lili St. Cyr   | Lili St. Cyr          |
| John Brinkley  | Ernie Porter          |
| Grant Withers  | Paul Moran            |
| Yvette Vickers | Blondje               |
| Frank Gerstle  | Officier van justitie |
| Robert Shayne  | Senator               |
| Wally Cassell  | Cherry Nose Sirago    |
| Jeri Southern  | Zangeres              |